# Maurica
Maurica is een geslacht van vlinders van de familie spinneruilen (Erebidae), uit de onderfamilie Arctiinae.

## Soorten
- M. bellieri Lederer, 1855
- M. breveti (Oberthur, 1882)
- M. joiceyi Talbot, 1928